# Adelophryne patamona
Az Adelophryne  patamona a kétéltűek (Amphibia) osztályába, a békák (Anura) rendjébe és az Eleutherodactylidae családjába tartozó faj.

## Előfordulása
A faj Guyana endemikus faja, az ország délnyugati részén a Pacaraima-hegységben honos, bár valószínűleg a szomszédos Brazília Roraima államában is előfordul. Az Adelophryne gutturosa legközelebbi rokona.

## Megjelenése
Az Adelophryne  patamona kis méretű békafaj. A kifejlett hímek mérete 17–18 mm (két egyed alapján), a nőstények mérete 22–23 mm, ezzel nemének legnagyobb méretű faja. Orra lekerekített. Hallószerve (tympanum) kicsi, és hátoldali részén bőrredő takarja. A hát, a has és a végtagok bőre sima, bár szórványosan dudorok láthatók rajta. Oldala és a combok hátsó része gyűrűs rajzolatú. Ujjai ellapultak, úszóhártya nélküliek, az ujjhegyeken kis méretű csúcsos korongok vannak. Színe változó: háta, oldala és a végtagok hátoldali felülete középbarna, három fekete rajzolattal. Egyes példányok sötétebbek és hátukon több halvány kék folt valamint több feltűnő dudor látható.
A hímek három, lágy, nem lüktető, füttyszerű hangból álló sorozattal hívják a nőstényeket. Ebből az első kettő rövid, a harmadik hosszabb hang. Ezt a sorozatot ismétlik gyors egymás utánban.